# Maccarthisme

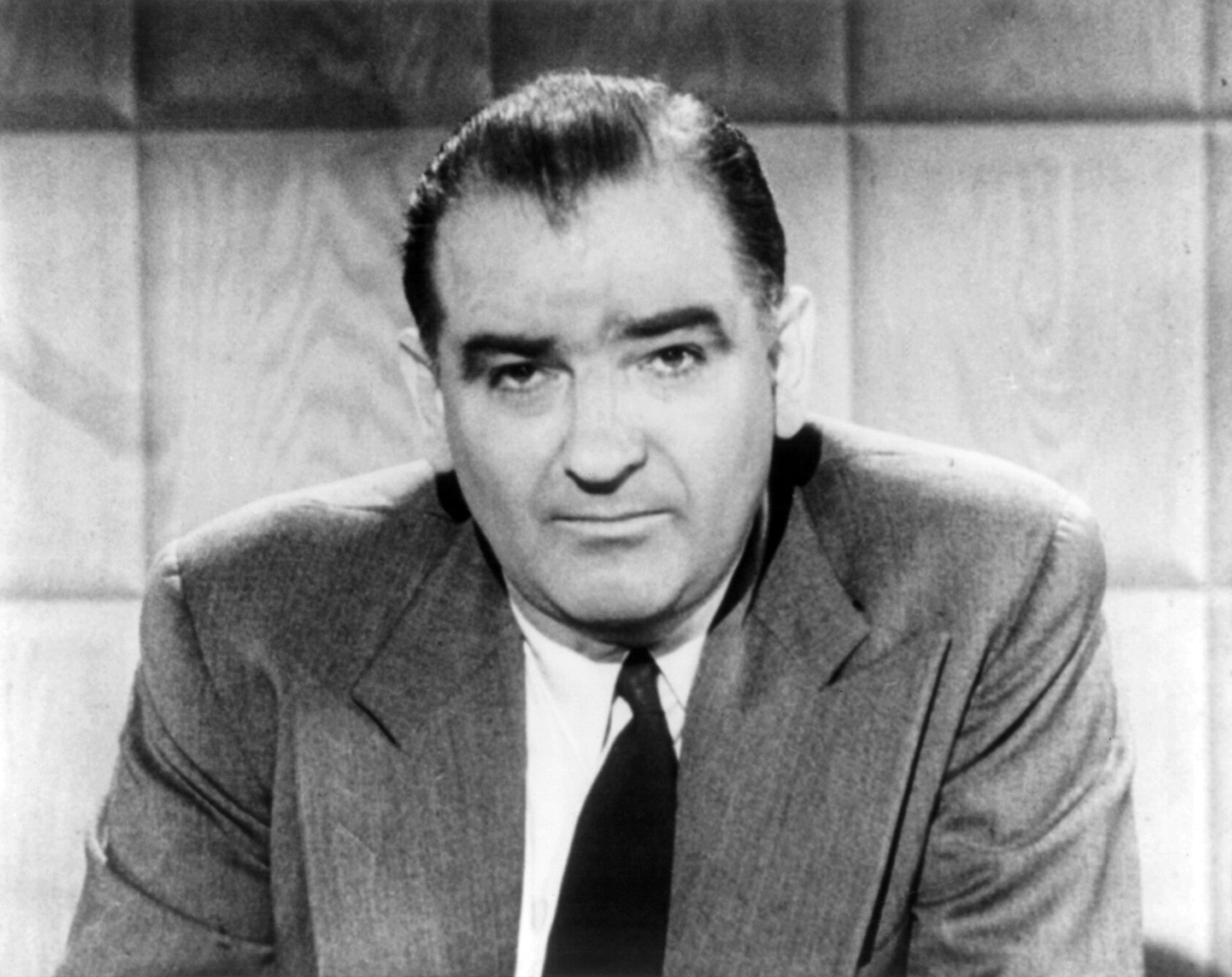
Joseph Raymond McCarthy.

El maccarthisme, o també la caça o cacera de bruixes de McCarthy i en anglès també com a red scare ('la por roja'), és un episodi de la història dels Estats Units que es va desenvolupar entre 1950 i 1956 durant el qual el senador Joseph McCarthy va desencadenar un estès procés de delacions, denúncies, processos irregulars i llistes negres contra persones sospitoses de ser comunistes. Els sectors que es van oposar als mètodes irregulars i indiscriminats de McCarthy van denunciar el procés com una «caça de bruixes» i va portar el destacat dramaturg Arthur Miller a escriure la seva famosa obra Les Bruixes de Salem (1953).
Per extensió, el terme s'aplica de vegades de forma genèrica per a aquelles situacions on s'acusa a un govern de perseguir els oponents polítics o no respectar els drets civils en nom de la seguretat nacional.

## La caça de bruixes
El context de la guerra freda era particularment tens en la mesura que l'URSS experimentava amb la bomba atòmica el 1949, Mao Zedong arribava al poder aquell mateix any i la guerra de Corea començava el juny de 1950.
Aquesta atmosfera amenaçant pesava sobre l'opinió pública nord-americana que desitjava una política enèrgica i ofensiva contra el bloc soviètic. El febrer de 1950, Joseph McCarthy, senador per Wisconsin, va intervenir -amb un èxit inesperat- denunciant una conspiració comunista en el mateix sí del departament d'Estat. De fet, el 8 de juny del 1949 l'FBI havia emès un informe on esmentava celebritats, com ara Helen Keller, Dorothy Parker, Paul Robeson, Danny Kaye, Fredric March, John Garfield, Paul Muni i Edward G. Robinson, com a membres del Partit Comunista.
Així es va iniciar el que els seus oponents van denominar com "caça de bruixes". Gent dels mitjans de comunicació, del govern i alguns militars van ser acusats per McCarthy com a sospitosos d'espionatge soviètic o de simpatitzants del comunisme. Recolzant-se en unes forces d'entusiastes anticomunistes, alimentant-se de la delació, va adquirir un poder considerable. La seva activitat destinada a desmantellar eventuals infiltracions d'agents comunistes a l'administració pública es va estendre aviat als laboratoris de recerca i ràpidament a Hollywood. Els empleats públics havien de fer front a un control de lleialtat que va costar la carrera a diversos d'ells.
D'aquesta manera, Alger Hiss, president de la fundació Carnegie per a la pau internacional, va ser acusat en un procés per haver transmès documents secrets de l'època del New Deal. Un dels episodis més cèlebres del període va ser el procés seguit als esposos Ethel i Julius Rosenberg. Van ser acusats d'haver donat a l'URSS el secret de la bomba atòmica, cosa que ells van negar. Bastant controvertit i atraient una campanya internacional en favor dels acusats, el procés va acabar amb la seva execució el juny de 1953.
Eisenhower va ser elegit el 1952 en el moment en què McCarthy gaudia de la seva màxima influència. Exercia, en efecte, la presidència de la comissió senatorial d'operacions governamentals a més de la seva sub-comissió d'investigació. La seva influència era tan important que el mateix secretari d'Estat es va desfer d'alguns dels seus col·laboradors per no enfrontar-se a McCarthy. De la mateixa manera, Robert Oppenheimer va ser expulsat de la Comissió d'Energia Atòmica per haver-se oposat al projecte de la bomba H.
Algunes veus van començar a aixecar-se contra el maccarthisme i els seus excessos. Per exemple, el 1953 es va representar l'obra Les Bruixes de Salem d'Arthur Miller, un al·legat eficaç per estigmatitzar la política del seu temps. El que va trencar el regnat de McCarthy va ser la seva decisió d'atacar l'exèrcit. El Pentàgon, fins i tot més vigorosament que el suport que va rebre d'Eisenhower, ja considerava incòmode a McCarthy.
McCarthy va ser finalment «censurat» pel Senat nord-americà el 1954, per 67 vots contra 22, acusat de «conducta impròpia d'un membre del Senat» per la forma en què havia dirigit la Comissió (pel seu llenguatge «massa directe») i per no haver comparegut davant d'una altra comissió del Senat quan va ser requerit, a més d'altres càrrecs difusos i fabricats sobre la marxa. Va continuar dos anys en les seves tasques de senador, però els seus col·legues l'evitaven i el que va passar va afectar el seu ànim i la seva salut: hospitalitzat per problemes d'alcoholisme crònic, va morir als 48 anys víctima de cirrosi i hepatitis.

### Perseguits
Escriptors com Bertolt Brecht (que van escapar-se a Europa després de declarar la seva innocència) i gent pertanyent al món del cinema van ser alguns dels més afectats per aquest fenomen, que va crear les anomenades llistes negres, o d'escriptors i guionistes per als quals hi havia una llei no escrita que els impedia publicar res en qualsevol mitjà de comunicació, sota pena que aquest mitjà fos acusat de treballar a sou dels comunistes. Hi va haver, però, una certa resistència, que es va plasmar en l'activitat de nombroses persones, incloent rellevants personatges del cinema (Lauren Bacall, Humphrey Bogart), o periodistes com Edward R. Murrow (la història és descrita en la pel·lícula Bona nit i bona sort), que afirmava que en el que en teoria era una activitat per a protegir a l'estat no era sinó una sistemàtica destrucció dels drets civils.
Entre les protestes, la més significativa va ser la dels anomenats Els Deu de Hollywood, els quals es van negar a declarar sobre les seves afiliacions polítiques, i citats pel congrés, instal·lats automàticament a la llista negra i condemnats a penes de presó per desacatament al Congrés, iniciant-se, a partir d'allà, una caça de bruixes particular i encara més terrible a Hollywood, on alguns dels més coneguts cineastes (incloent-hi Walt Disney, Elia Kazan, Robert Rossen, el productor Budd Schulberg els actors Sterling Hayden i Adolphe Menjou) van servir de talps per a la gent de McCarthy.
Les persecucions també es van realitzar a escriptors famosos comunistes, procomunistes, antianticomunistes i ex-comunistes. Així es van aconseguir censurar més de 30.000 llibres, els quals van ser retirats immediatament de biblioteques i llibreries, entre els quals es trobava el famós Robin Hood o la novel·la Espartac de Howard Fast.
Les tècniques de McCarthy es basaven en gran manera en llançar incriminacions falses sobre els acusats (que mai eren comprovats), o incloure determinades associacions en la seva llista d'organitzacions pro-comunistes (sense tenir-hi res a veure). En aquest sentit, i d'aquí el nom, s'assemblava bastant a les caça de bruixes medievals, on també les acusades no tenien la possibilitat de demostrar la seva innocència. De fet, va promoure tot un pols en el si del Sindicat de Directors Nord-americans, on John Ford li va guanyar la partida a Cecil B. DeMille, profund seguidor de McCarthy.
Diverses pel·lícules parlen d'aquest període de la història dels Estats Units: 
- La ja esmentada Bona nit i bona sort.
- The front, protagonitzada per Woody Allen, és un dels millors exemples.
- One of the Hollywood Ten (Punt de mira en la versió en català), protagonitzada per Jeff Goldblum que descriu la història dels "Els Deu de Hollywood".
- Trumbo i la llista negra: documental biogràfic de Dalton Trumbo: un dels "10 de Hollywood", guionista de la pel·lícula Espàrtac (de Stanley Kubrick) i director de Johnny va agafar el fusell, basat en la seva pròpia novel·la homònima, antibel·licista i amb alguna referència crítica a la democràcia.

### Els Deu de Hollywood
- Alvah Bessie, guionista.
- Herbert Biberman, guionista, director.
- Lester Cole, guionista.
- Edward Dmytryk, director i guionista.
- Ring Lardner, Jr, periodista, guionista.
- John Howard Lawson, autor.
- Albert Maltz, autor, guionista.
- Samuel Ornitz, guionista.
- Adrian Scott, guionista, productor.
- Dalton Trumbo, guionista, novel·lista.

### Artistes inclosos a les llistes negres
- Allen Adler: Escriptor nord-americà.
- Larry Adler: Músic i actor nord-americà.
- Orson Bean: Actor nord-americà.
- Herschel Bernardi: Actor i cantant nord-americà.
- Walter Bernstein: Guionista i productor nord-americà.
- John Berry: Director de cinema nord-americà.
- Marc Blitzstein: Pianista i compositor nord-americà.
- Allen Boretz: Compositora, dramaturga i guionsita nord-americana.
- Phoebe Brand: Actriu nord-americana.
- Bertolt Brecht: Escriptor alemany.[4]
- John Bright: Guionista nord-americà.
- J. Edward Bromberg: Actor nord-americà.
- Sidney Buchman: Guionista i productor nord-americà.
- Hugo Butler: Guionista canadenc.
- Morris Carnovsky: Actor de cinema nord-americà.
- Charles Chaplin: Director de La quimera de l'or, City Lights, Modern Times i The Great Dictator.[5]
- Jerome Chodorov: Dramaturg nord-americà.
- Aaron Copland: Compositor nord-americà.
- Jeff Corey: Actor i director nord-americà.
- John Cromwell: Actor, director i productor de cinema nord-americà.
- Jules Dassin: Director de cinema francès.[6]
- Roger De Koven: Actor nord-americà.
- Paul Draper: Actor i ballarí nord-americà.
- Frank Capra: Director de cinema nord-americà d'origen italià.
- Cy Endfield: Guionista nord-americà.
- John Henry Faulk: Locutor de ràdio nord-americà.
- Howard Fast: Novel·lista i escriptor de televisió nord-americà.
- Jerry Fielding: Compositor nord-americà.
- Carl Foreman: Guionista i productor nord-americà.
- John Garfield: Actor de cinema nord-americà.
- Betty Garrett: Actriu, humorista, cantant i ballarina nord-americana.
- Will Geer: Actor nord-americà.
- Jack Gilford: Actor de cinema i televisió nord-americà.
- Bernard Gordon: Escriptor nord-americà.
- Lloyd Gough: Actor de teatre, cinema i televisió nord-americà.
- Lee Grant: Actriu, directora i guionista nord-americana.
- Dashiell Hammett: Autor de la novel·la El falcó maltès.[7]
- Sterling Hayden: Actor de La jungla de l'asfalt, Johnny Guitar, The Killing, Dr. Strangelove, El padrí i Novecento.[8]
- Lillian Hellman: Dramaturga i guionista nord-americana.
- George Hitchcock: Pintor nord-americà.
- Marsha Hunt: Actriu nord-americana.
- Sidney Kingsley: Dramaturg nord-americà.
- Sam Jaffe: Actor nord-americà.
- Paul Jarrico: Guionista i productor de cinema nord-americà.
- Gordon Kahn: Guionista nord-americà.
- Victor Kilian: Actor nord-americà.
- Howard Koch: Dramaturg i guionista nord-americà.
- Rosaura Revueltas: Actriu mexicana.
- Pete Seeger: Cantant i músic nord-americà.
- Gale Sondergaard: Actriu nord-americana d'origen danès.
- Arthur Miller: escriptor americà que criticava la deshumanització de la vida dels americans i que havia simpatitzat amb el marxisme; autor d'obres com Mort d'un viatjant, o el Gresol en què denunciava precisament la caça de bruixes i els seus delators a partir dels fets del Judici a les Bruixes de Salem del 1692.[9]

### El Comitè de la Primera Esmena
Format el setembre del 1947 per un grup d'actors en recolzament a Els Deu de Hollywood durant les sessions del Comitè d'Activitats Antiestatunidenques. Va ser fundat pel guionista Philip Dunne, l'actriu Myrna Loy, i els directors John Huston i William Wyler.
Van formar part del Comitè: Humphrey Bogart, Lauren Bacall, Henry Fonda, Bette Davis, Gene Kelly, John Garfield, Edward G. Robinson, Judy Garland, Vincente Minnelli, Katharine Hepburn, Paul Henreid, Dorothy Dandridge, Jane Wyatt, Melvyn Douglas, Ira Gershwin, Billy Wilder, Sterling Hayden, June Havoc, Evelyn Keyes, Marsha Hunt, Groucho Marx, Lucille Ball, Danny Kaye, Lena Horne, Robert Ryan, Jules Buck, Frank Sinatra, Paulette Goddard, entre d'altres.
El 27 d'octubre del 1947, el grup va anar cap a Washington D.C. per a protestar contra les sessions celebrades en el Capitoli. No només la seva activitat no va obtenir els resultats desitjats, sinó que, des d'aleshores, ser membre del Comitè va començar a ser perillós. Ira Gershwin, per exemple, va ser citat per l'anticomunista Comitè Tenney de Califòrnia per a donar explicacions de la seva participació al grup de la Primera Esmena.
Bogart, Garfield, i Robinson, posteriorment, van afirmar que el seu recolzament a Els Deu de Hollywood havia estat obtingut amb engany (tant Garfield com Robinson van ser inclosos més tard a la llista negra). La revista Photoplay, al març del 1948, va publicar l'article I'm No Communist ("No sóc comunista") de Bogart, en el qual va afirmar que ell i altres membres del Comitè no sabien que alguns de Els Deu de Hollywood eren realment comunistes.

## El declivi
A la segona meitat dels anys 50 el maccarthisme va començar a declinar en els Estats Units. L'opinió pública i una sèrie de decisions judicials van incidir en la fi del maccarthisme.
Una figura clau per acabar amb les llistes negres va ser John Henry Faulk. Conductor d'una comèdia radiofònica, Faulk era un dirigent sindical de la Federació Americana d'Artistes de Televisió i Ràdio que va ser investigat per AWARE (ALERTA), una de les empreses privades que investigaven ciutadans per trobar "signes de comunisme" en ells. Marcat per AWARE com "no apte", va ser acomiadat per CBS Radio. A diferència del que van fer la major part de les víctimes, Faulk va demandar judicialment a AWARE i va guanyar el cas el 1962. A partir d'aquesta sentència les empreses privades de llistes negres i aquelles que les feien servir van prendre nota que podien ser demandats judicialment per danys i perjudicis. Encara que algunes continuaren, la major part van haver de tancar.
Fins i tot abans de la sentència en el cas Faulk, ja a Hollywood s'havia començat a desobeir les llistes negres. El 1960, Dalton Trumbo, un dels artistes més coneguts dins de la llista negra coneguda com Els Deu de Hollywood, va ser públicament contractat per escriure els guions de les pel·lícules Èxode i Espartac.

## Revisió crítica del període
Altres autors han revisat el maccarthisme a la llum de la repressió del terrorisme als Estats Units després dels atemptats de l'11 de setembre de 2001, trobant una línia de continuïtat entre ambdós fenòmens. En el seu llibre The Age of Anxiety: McCarthyisme to Terrorism (L'Era de l'Ansietat: del McCarthisme al Terrorisme, 2005), Haynes Johnson compara els "abusos soferts pels estrangers llançats a les presons nord-americanes d'alta seguretat en els inicis del 9 / 11 "amb els excessos de l'era McCarthy.